# 3517 Татьяничева
3517 Татьяничева (3517 Tatianicheva) — астероїд головного поясу, відкритий 24 вересня 1976 року.
Тіссеранів параметр щодо Юпітера — 3,626.